# Galumna rostrata
Galumna rostrata är en kvalsterart som beskrevs av Sellnick 1922. Galumna rostrata ingår i släktet Galumna och familjen Galumnidae. Inga underarter finns listade i Catalogue of Life.